# Chiesa del Santissimo Salvatore (Cosenza)
La chiesa del Santissimo Salvatore (kisha të Shejtit Shpëtimtar in albanese), nota come chiesa greca ma conosciuta dai suoi fedeli come kisha Arbëreshe, sorge nel centro storico di Cosenza, accanto alla chiesa conventuale di San Francesco di Paola, a 245 metri sul livello del mare, in largo Paolina Gervasi Mantovani n. 3, non distante dal punto di confluenza dei fiumi Busento e Crati.
La chiesa appartiene all'Eparchia di Lungro, circoscrizione della Chiesa italo-albanese, e officia la liturgia per gli italo-albanesi residenti in città secondo il rito bizantino

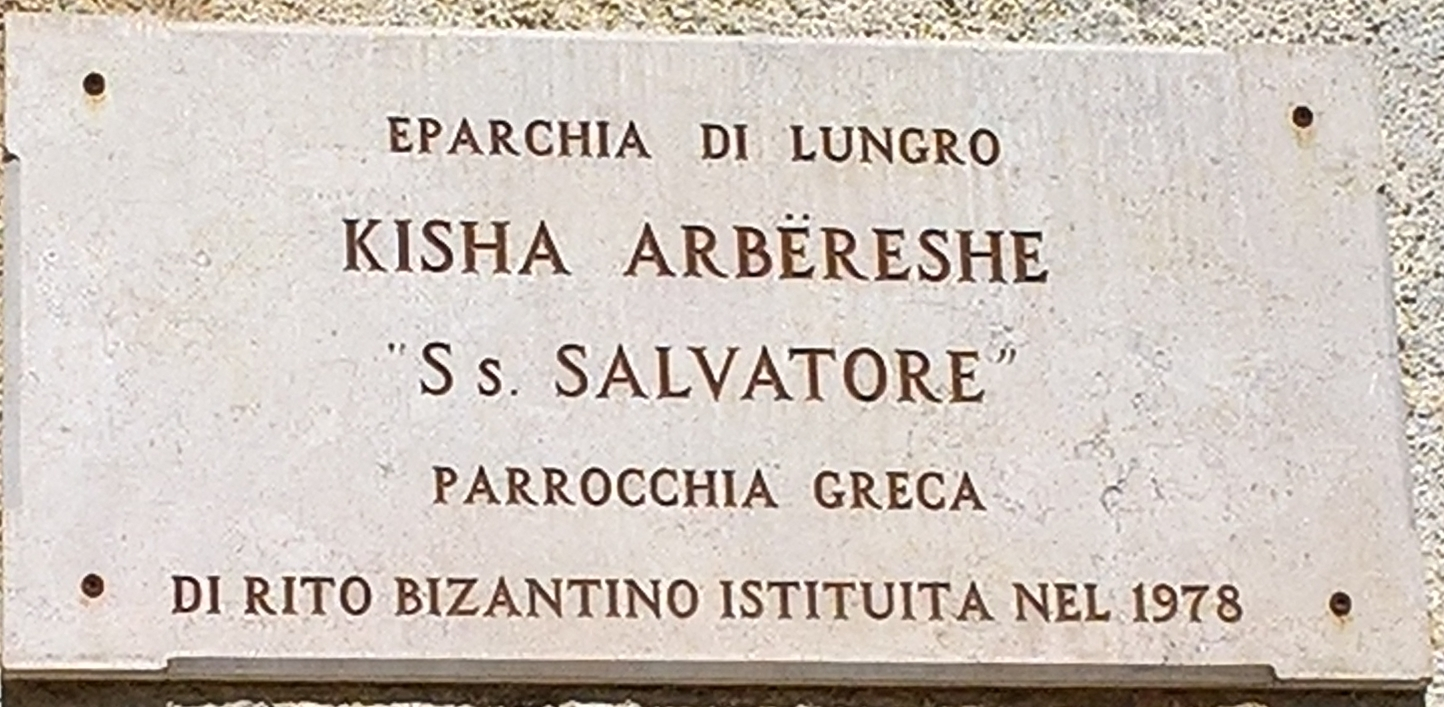
Tabella esterna alla Chiesa

## Storia
La chiesa è stata fondata nel 1565 dall'arcivescovo Tommaso Telesio, fratello del filosofo Bernardino. Apparteneva all’attiguo convento di San Francesco di Paola, con il quale era in origine comunicante.
L'anno dopo, nel 1566, fu assegnata in affitto, per 15 ducati l’anno, all'Arciconfraternita dei Sarti, avente come patrono Sant’Omobono di Cremona.
Fu una delle chiese più importanti della città, tanto da avere la precedenza su tutte le altre durante le processioni.
A partire dal 4 maggio 1978, su interessamento di mons. Giovanni Stamati, Eparca di Lungro, e con il consenso dell'Arcivescovo di Cosenza mons. Enea Selis, la chiesa è sede della parrocchia di rito bizantino-greco per gli italo-albanesi residenti in Cosenza e dintorni, provenienti dalle cittadine e paesi arbëreshë della provincia.
Dopo i lavori di restauro e consolidamento, realizzati con il contributo dell'otto per mille alla Chiesa Cattolica, è stata riaperta al culto sabato 17 dicembre 2016.

## Liturgia e rito
Le celebrazioni liturgiche, le cerimonie nuziali, il battesimo e le festività religiose della parrocchia del Santissimo Salvatore seguono il calendario bizantino e la tradizione delle comunità albanesi dell'eparchia di Lungro.
Le lingue liturgiche utilizzate sono l'albanese (la lingua madre della comunità parrocchiale) o il greco antico (tradizione delle Chiese orientali). Abitualmente i sacerdoti, i seminaristi e i fedeli parlano l'albanese locale, che è il principale elemento - insieme al rito - che li identifica in una specifica appartenenza etnica. 
Nei matrimoni celebrati la sposa e le damigelle indossano ancora il costume tradizionale albanese.

## Descrizione

### Esterno
Le linee della chiesa mostrano una prevalenza di forme tardorinascimentali unitamente a reminiscenze medievali, caratteristiche delle maestranze roglianesi alle quali si devono le decorazioni. 
La facciata presenta un maestoso portale in pietra del 1707 con architrave iscritto datato 1571, dove è visibile l’aquila imperiale austriaca e la scritta «Filippo d’Austria A.D. 1653» (1653) e sovrastato da una bifora.

### Interno

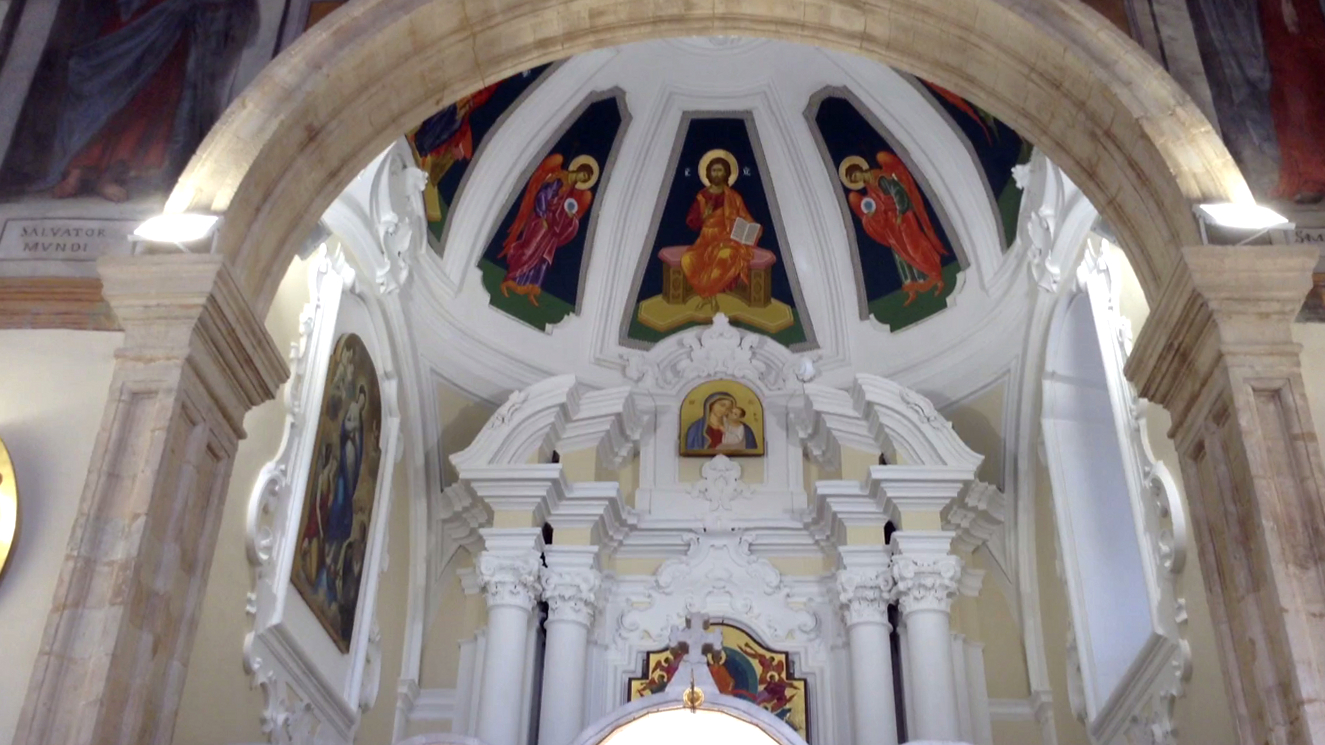
Particolare dell'abside

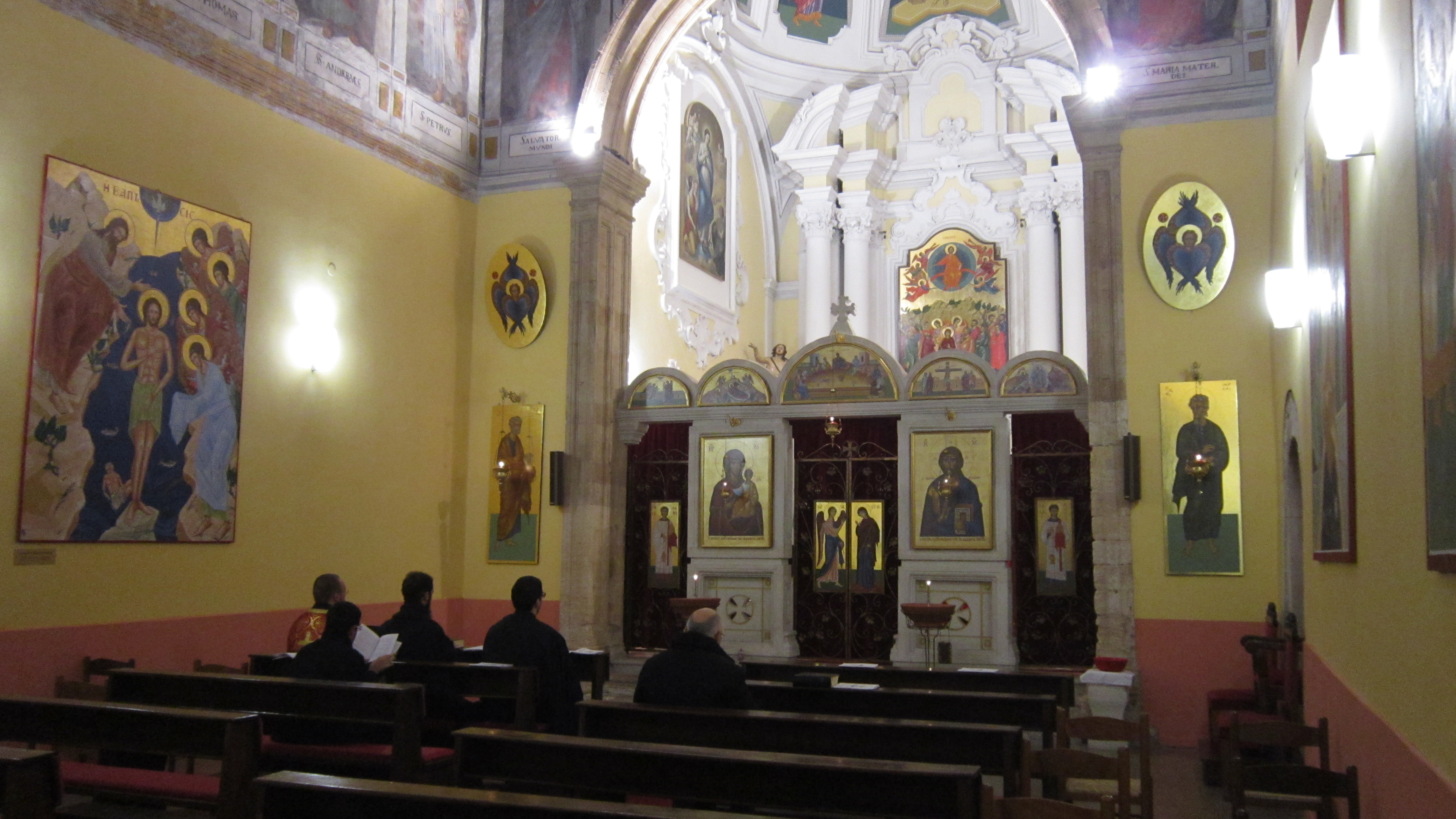
Interno

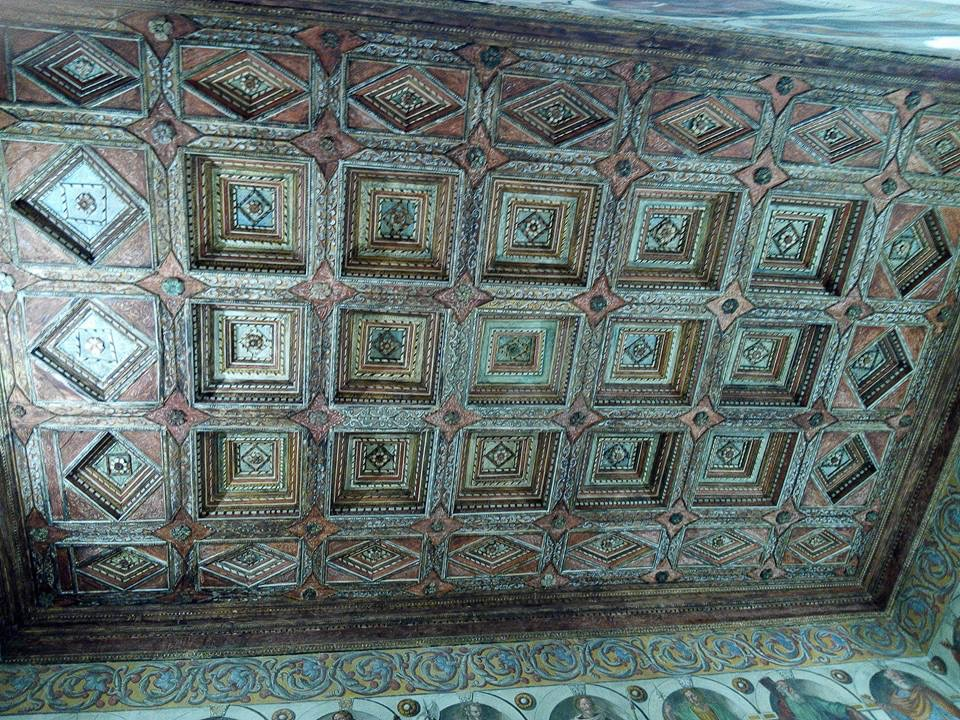
Il soffitto ligneo

Nell’interno, a navata unica rettangolare, con presbiterio a pianta quadrata, vi è un soffitto ligneo a lacunari intagliati e dipinto a vari colori. 
Il presbiterio è separato dall'edificio da un'iconostasi in pietra opera di Pietro Fragale (1982), su cui sono poste due grandi icone: Cristo Pantocratore e la Panaghia, realizzate dall'iconografo greco Demetrio Soukaràs. Sull’iconostasi si trovano anche le icone dell’Annunciazione, la Natività, l’Ultima Cena, la Morte e la Resurrezione di Gesù. 
Dietro l’iconostasi è posta l'icona dell’Ascensione realizzata dall’iconografo albanese Josif Droboniku. Alle pareti laterali, le due grandi icone raffiguranti la Natività di Nostro Signore Gesù Cristo e il Battesimo nel fiume Giordano, sono opera dell'italo-albanese di Lungro Attilio Vaccaro. 
Sulle pareti laterali si trova un affresco con figure di Apostoli, eseguite, probabilmente, intorno al 1660, nel cui centro è collocata una tela raffigurante il trionfo del Redentore, databile al 1660 circa. Accanto all’altare maggiore, nel transetto, dentro una nicchia, è posta una statua lignea dorata di Sant'Omobono, opera di scuola napoletana di fine Seicento.
La chiesa conserva vari affreschi che raffigurano gli apostoli, il Santissimo Salvatore e la Vergine Madre. Vi si trova, inoltre, una tela raffigurante l’Immacolata Concezione fra angeli, opera di Raffaele Aloisio del 1847.

## Galleria d'immagini

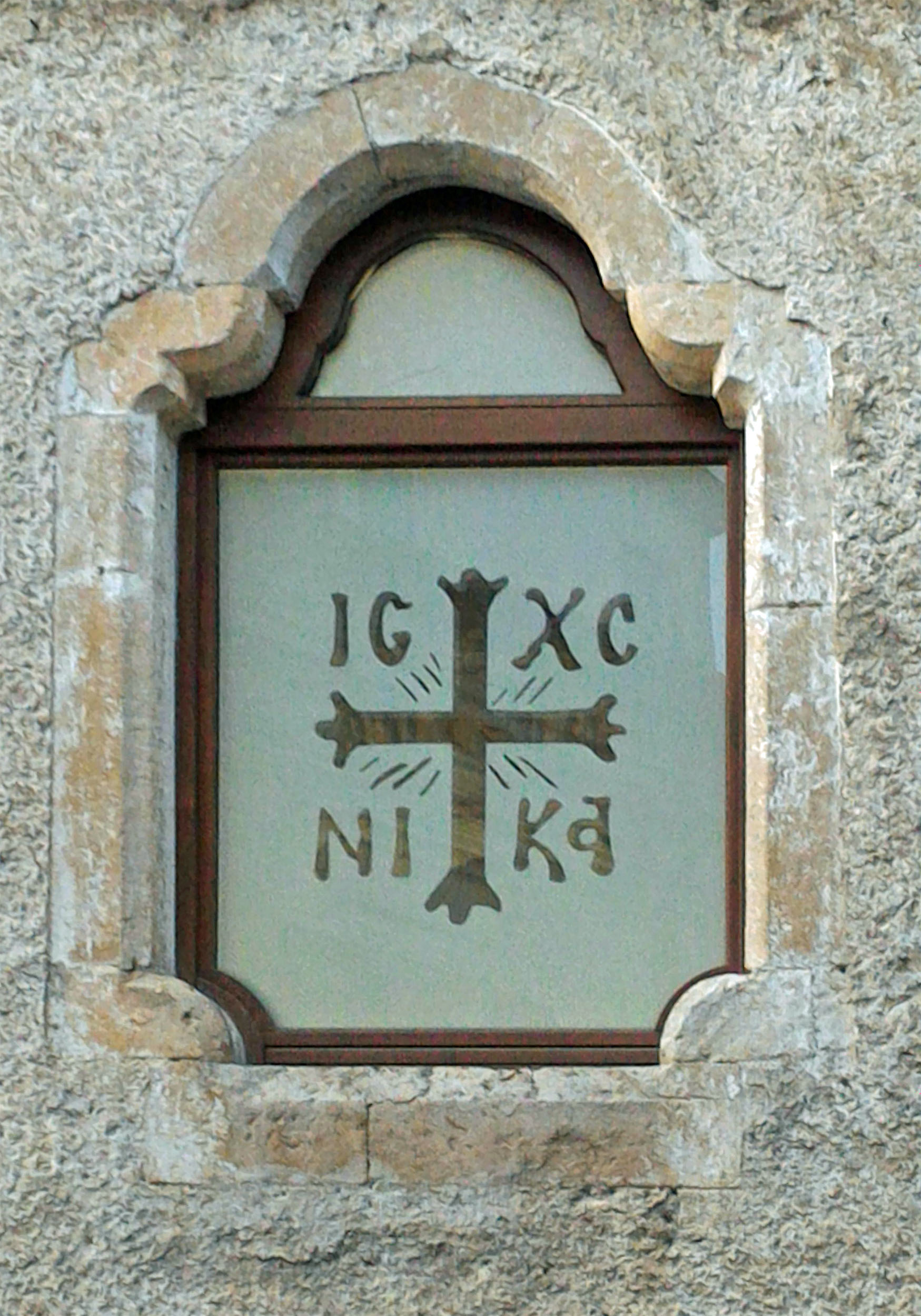
Finestra laterale con vetrata
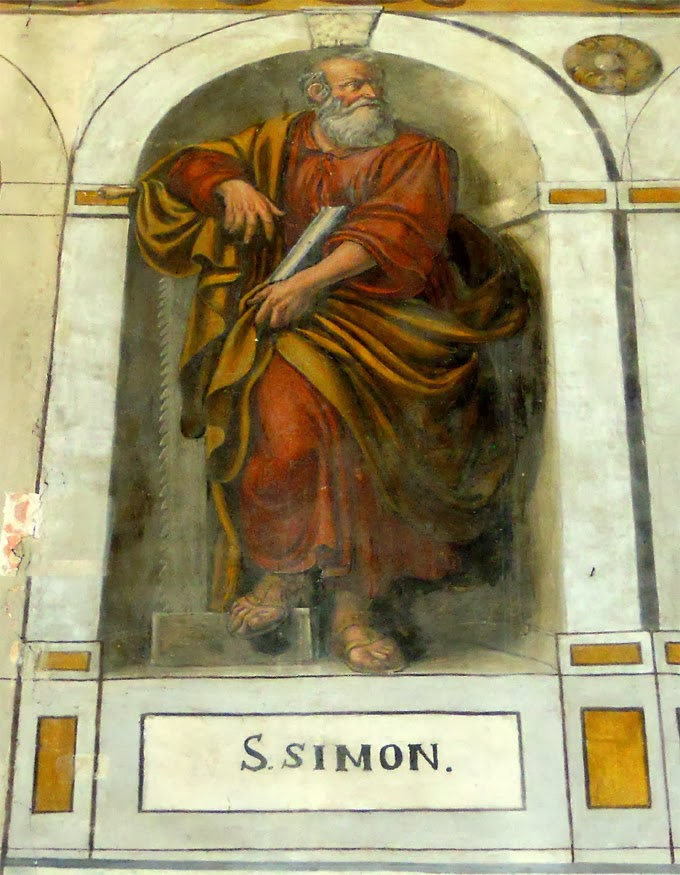
San Simone, particolare degli affreschi
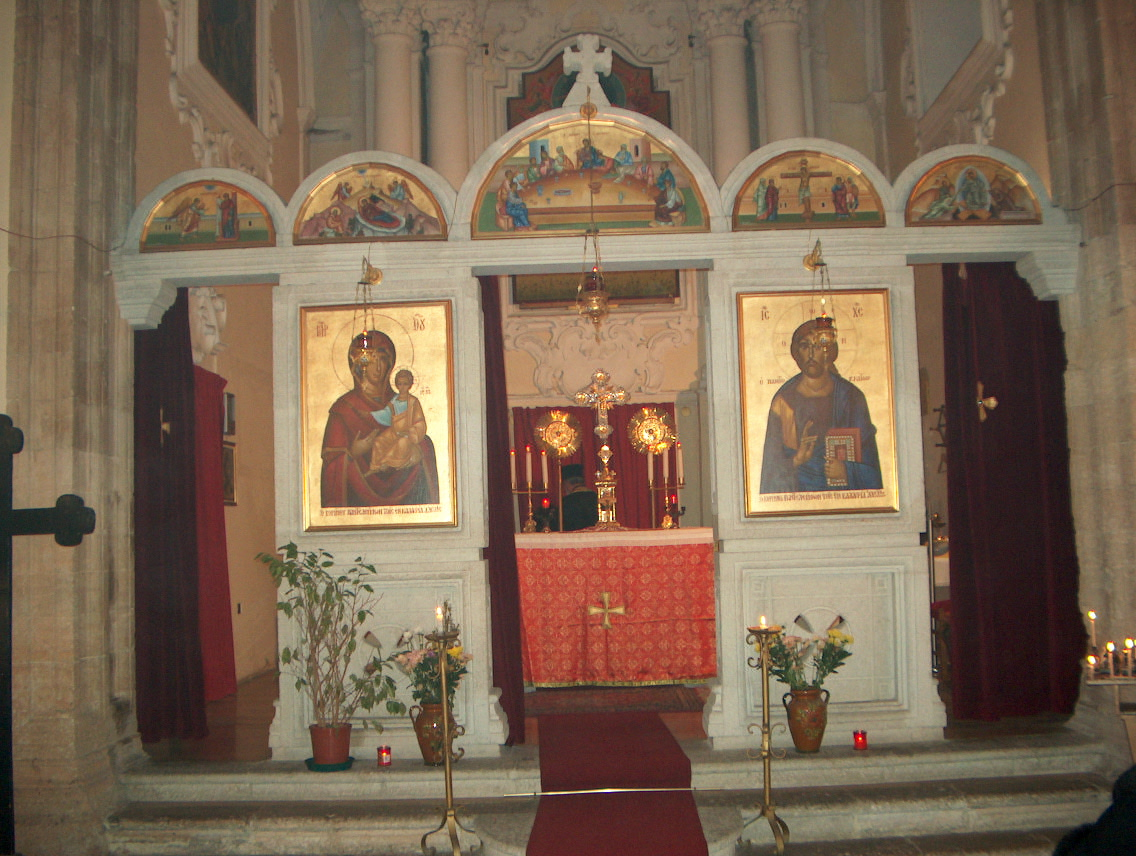
L'iconostasi
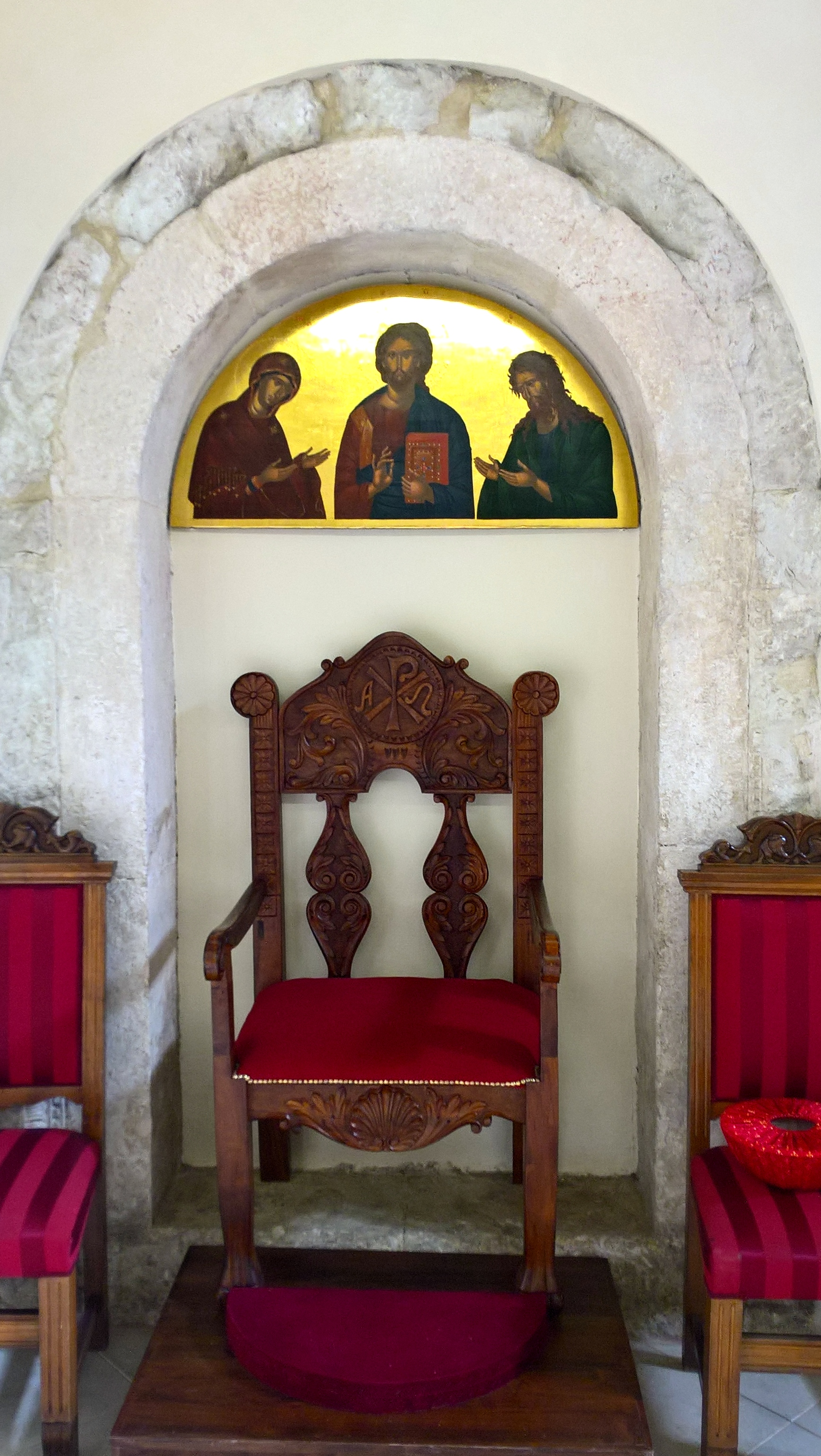
Cattedra vescovile
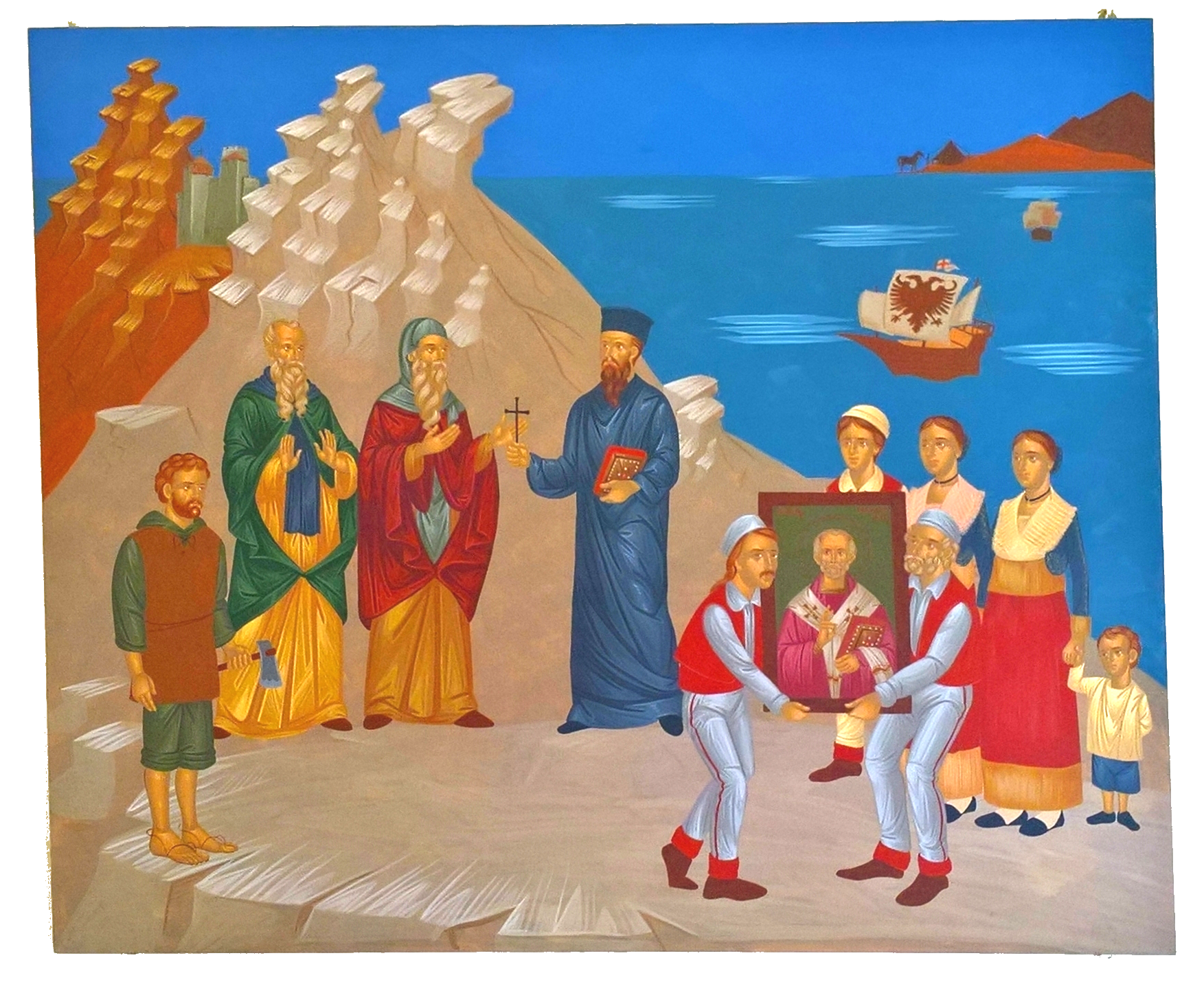
Icona raffigurante lo sbarco degli esuli albanesi in Italia